# سان‌شاین (کلرادو)
سان‌شاین (به انگلیسی: Sunshine) یک منطقهٔ مسکونی در ایالات متحده آمریکا است که در شهرستان بولدر، کلرادو واقع شده‌است. سان‌شاین ۴٫۵ کیلومتر مربع مساحت و ۲۳۰ نفر جمعیت دارد و ۲٬۱۶۴٫۱۱ متر بالاتر از سطح دریا واقع شده‌است.